# Yiluo He
Yiluo He är ett vattendrag i Kina. Det ligger i provinsen Henan, i den centrala delen av landet, omkring 52 kilometer väster om provinshuvudstaden Zhengzhou.
Genomsnittlig årsnederbörd är 617 millimeter. Den regnigaste månaden är juli, med i genomsnitt 126 mm nederbörd, och den torraste är december, med 4 mm nederbörd.